# Mabuya tytleri
Mabuya tytleri är en ödleart som beskrevs av  Robert Christopher Tytler 1868. Mabuya tytleri ingår i släktet Mabuya och familjen skinkar. Inga underarter finns listade i Catalogue of Life.